# Synallaxe damier
Schoeniophylax phryganophilus
Genre
Espèce
Statut de conservation UICN

 LC  : Préoccupation mineure
Le Synallaxe damier (Schoeniophylax phryganophilus) est une espèce de passereaux de la famille des Furnariidae, la seule représentante du genre Schoeniophylax.

## Répartition
On le trouve en Uruguay, au Paraguay, en Bolivie, dans les régions du nord de l'Argentine, et dans l'extrême sud du Brésil, y compris le Pantanal.

## Habitat
Son habitat est les zones de broussailles humides tropicales ou subtropicales et les anciennes forêts fortement dégradées.

## Sous-espèces
Il existe deux sous-espèces d'après Alan P. Peterson :
- Schoeniophylax phryganophilus petersi  Pinto, 1949 — est du Brésil
- Schoeniophylax phryganophilus phryganophilus  (Vieillot, 1817)